# Вышестеблиевская (станция)
Вышестеблиевская — железнодорожная узловая станция рядом со станицей Вышестеблиевская.
Станция является грузо-пассажирской. С запада к ней примыкает двухпутный участок, пересекающий Керченский пролив. Станция является конечной станцией линии Багерово — Вышестеблиевская, которая заменила собой Керченскую паромную переправу, рядом со станцией Портовая — грузовой станцией, обеспечивающей порт Тамань и грузооборот с Крымом.
В другую сторону направление — на Крымскую.
В 2019 году осуществлена электрификация переменным током 25 кВ участка Юровский — Вышестеблиевская.

## Следование по станции

### Дальнее сообщение
С 25 декабря 2019 года по станции началось курсирование поездов дальнего следования:
| Круглогодичное обращение поездов | Круглогодичное обращение поездов | Круглогодичное обращение поездов | Круглогодичное обращение поездов |
| № поезда                         | Маршрут движения                 | № поезда                         | Маршрут движения                 |
| -------------------------------- | -------------------------------- | -------------------------------- | -------------------------------- |
| 7                                | Севастополь — Санкт-Петербург    | 8                                | Санкт-Петербург — Севастополь    |
| 27 «Двухэтажный состав»          | Симферополь — Москва             | 28 «Двухэтажный состав»          | Москва — Симферополь             |